# 寂靜交響樂
《寂靜交響樂》（Լռության Սիմֆոնիա），是一部2001年的亞美尼亞劇情片。

## 劇情概要
梅爾·季萬患有一種不治之症；在蘇聯時期，季萬成為了一名惡名昭彰的罪犯，需要入住精神病院，但後來成功逃脫。季萬曾許諾向當時與他串謀行劫的同黨之遺孀提供一筆財產；蘇聯解體後，季萬回到亞美尼亞，履行他許下的誓言。來到亞美尼亞後，季萬發現他曾經入住的精神病院正被人拍賣，便買下了那所精神病院；他與精神病院內的病人共同生活，並用獨特的方式幫助他們。

## 製作
《寂靜交響樂》劇本的概念在1998年誕生，撰寫劇本需時七個月，拍攝工序則需時大約一年，在2000年完成；這部電影的主角由亞美尼亞人飾演，但導演維根·恰爾德拉尼揚也遊說波蘭女演員芭芭拉·布雷尔斯卡參演。

## 反響
《寂靜交響樂》在互聯網電影數據庫上獲評5.1分（總分為10分，數據截至2015年8月）；在網站上，有用戶形容此電影是「亞美尼亞電影產業的自我救贖」，但亦有人批評這部電影只是學生級作品。美國雜誌《綜藝》發表了一篇影評，批評《寂靜交響樂》所傳遞的信息顯得不自然和老生常談。
《寂靜交響樂》被提交競逐第74屆奧斯卡金像獎的最佳外語片獎，成為首部被提交競逐此獎項的亞美尼亞電影；但是，這部電影最終沒有獲得提名，也未能奪獎。在白俄羅斯明斯克舉行的「利斯托帕德-2000」影展中，這部電影的導演維根·恰爾德拉尼揚和演員米卡耶爾·波戈相均獲得獎項。

## 外部連結
- 互联网电影数据库（IMDb）上《寂靜交響樂》的资料（英文）
- YouTube上的«Լռության սիմֆոնիա»